# Hylaeus bequaerti
Hylaeus bequaerti är en biart som först beskrevs av Carlos Schrottky 1910.  Hylaeus bequaerti ingår i släktet citronbin, och familjen korttungebin. Inga underarter finns listade i Catalogue of Life.